# Nymwars
Nymwars 是指网民因网络服务提供商采取网络实名制，向运营方提供自己真实姓名而导致的冲突。该词汇是一个人造新词，出自英文“化名”（nym）和“战争”（War）。该说法在网民于推特上发帖并使用标签“#nymwars”后流行起来。
Google+在2011年7月开始封禁用户，从而推行其实名制政策。该社交媒体网站的举措招致了部分用户的不满。化名、别名以及一些不标准的姓名格式（如：只有名却没有姓氏，或者含有多国语言的姓名）均被封停。该问题在谷歌于2014年7月宣布停止其实名制政策后得以解决。
在此冲突之前，暴雪娱乐公司也曾推出实名制政策。暴雪于2010年7月出台“RealID”。该机制会显示玩家在信用卡上的真实姓名，并在使用某些游戏功能时（如：跨游戏聊天室）强制要求玩家使用该姓名。在论坛发帖时也几乎是强制要求实名制。
该问题在网络身份存在伊始就已经存在，并与人们的网络去抑制效应有关。人们在与之相关的讨论中，已经提出了关于姓名、文化敏感性、公开与非公开身份、隐私权、社交媒体等方面的问题。诸如《连线》、《大西洋》、《纽约时报》等媒体已经对该问题进行了多方位的报道。